# دوغ ستون
دوغ ستون (بالإنجليزية: Doug Stone)‏ هو كاتب أغاني ومغني أمريكي، ولد في 19 يونيو 1956 في ماريتا في الولايات المتحدة.

## وصلات خارجية
- دوغ ستون على موقع ميوزك برينز (الإنجليزية)
- دوغ ستون على موقع ديسكوغز (الإنجليزية)